# Spamhaus
Spamhaus è un'organizzazione non a scopo di lucro fondata dall'imprenditore britannico Steve Linford. L'attività principale della no-profit è quella di compilare blacklist aggiornate contenenti domini che diffondono spam.